# پنیافلور (شیلی)
پنیافلور (به اسپانیایی: Peñaflor) یک شهرستان در شیلی است که در استان تالاگانته واقع شده‌است. پنیافلور ۶۹٫۲ کیلومتر مربع مساحت و ۶۶٬۶۱۹ نفر جمعیت دارد و ۳۴۲ متر بالاتر از سطح دریا واقع شده‌است.